# 第4師団 (日本軍)
第4師団（だいししだん、だいよんしだん）は、大日本帝国陸軍の師団のひとつ。兵団文字符は淀。軍隊符号は4D。

## 概要

### 佐賀の乱・西南の役
第4師団の前身は大阪鎮台。創設時の歩兵連隊は、第8、第9、第10及び第20連隊からなる。創設間もない鎮台時代から佐賀の乱・萩の乱・西南の役に従事。隷下連隊は江戸や地方と違って士族や農民が少なく商人の割合が高い大阪連隊だったが、西南の役では示現流で斬り込んで来る薩摩武士相手に多大な損害を出すも奮戦し、明治天皇直々にその勇敢勇戦さを賞されている。

### 日清・日露戦争
日清戦争時には遼東半島に上陸、同地の警備に当たる。日露戦争時には小川又次を師団長として、南山の戦い、遼陽会戦、沙河会戦、奉天会戦に参加した。

### 昭和初期
1932年（昭和7年）11月、陸軍特別大演習実施。師団司令部が大本営となる。同月10日から16日まで昭和天皇が行幸、司令部が宿泊先となる。

### 中国戦線
1937年（昭和12年）2月、師団は満洲に駐屯し、まもなく盧溝橋事件が勃発。日中戦争では華北や満蒙を転戦した。
この間の1939年（昭和14年）3月1日、枚方市の禁野火薬庫で大爆発が発生した際には歩兵1個大隊、工兵1個中隊、救護班4班を急派して消火、救援活動が行われている。
1940年（昭和15年）7月には中支に派遣され、漢水作戦、予南作戦、江北作戦等に参加。1941年（昭和16年）9月には、第一次長沙作戦に従事。
この後、師団は大本営直轄となり、来るべき南方作戦に備えて部隊の集結と再編成を行った（編制を4単位制師団から、3単位制に移行。篠山の歩兵第70連隊は第25師団に編入された）。

### 太平洋戦線
1941年（昭和16年）12月8日勃発の大東亜戦争（太平洋戦争・第二次世界大戦）緒戦では、フィリピン攻略作戦に参加し、第2次バターン半島攻略作戦に従事。第4師団はコレヒドール島上陸に成功し同攻略戦の勝利に大きく寄与した。その後内地帰還し復員。1943年（昭和18年）9月、再度動員されスマトラ島警備やビルマ方面を担当する第15軍の隷下に入りタイに移動。同国北部北方のランパンにおいて終戦を迎えた。

## 司令部

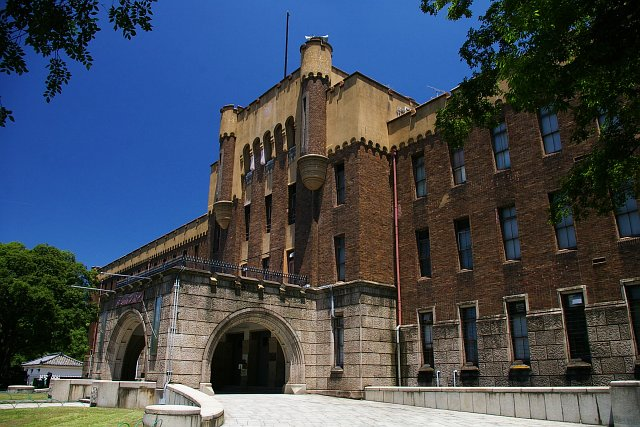
エントランス

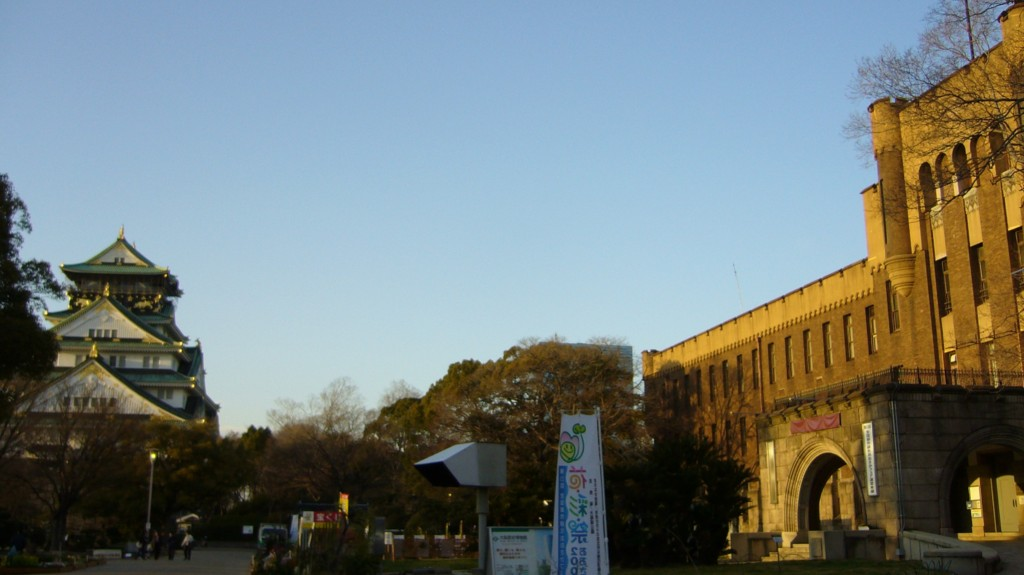
同い年の大坂城天守と旧司令部庁舎
（2006年3月）

鉄道唱歌の東海道第1集57番に「三府の一に位して 商業繁華の大阪市 豊太閤の築きたる 城に師団は置かれたり」と歌われた第4師団司令部は、大阪城本丸に置かれていた。前身の大阪鎮台本営も本丸に置かれ、1885年（明治18年）より本丸に移築された和歌山城二の丸御殿の一部（紀州御殿）に入り、第4師団創設以降も司令部は紀州御殿に入っていた。1918年7月1日、兵器部が大阪陸軍兵器支廠内仮事務所を閉鎖し司令部内に移転し事務を開始。
1931年（昭和6年）に大阪城天守の再建と同時進行で本丸南東角に新庁舎（写真右の建物）が建設され、移転した。これは、昭和御大典記念事業として大阪市が本丸の公園化および天守再建を計画したことによる。同年11月6日に大手前公園（1924年開園）と本丸を合わせ大阪城公園が開園。司令部庁舎の建設には市民からの募金のうち80万円が充てられた。設計は第4師団経理部によるもので、欧州の古城を模した重厚なロマネスク様式である。紀州御殿は大阪市に移管され、1932年（昭和7年）の陸軍特別大演習の際に昭和天皇の行幸があり、翌年に天臨閣と改称された。
1935年（昭和10年）に、大阪に中部防衛司令部が設置されることになり、第4師団がその編成を担当することになった。師団司令部庁舎の一部を模様替えして部屋を用意し、8月4日に中部防衛司令部が業務を開始した。
1940年（昭和15年）に中部防衛司令部が中部軍に拡大改組すると、第4師団司令部は二の丸南曲輪（現在の豊國神社鎮座地）に移転することになった。大坂城の東側には当時東洋最大と謳われた大阪陸軍造兵廠（大阪砲兵工廠）もあり、大戦末期の1945年（昭和20年）8月14日にアメリカ陸軍航空軍から集中的な爆撃を受けた。工廠の大半は壊滅し、城郭も石垣の一部が崩落する等の被害が出たが、司令部庁舎は頑丈なつくりであったため大きな被害を受けることなく大戦を生き抜き、天守と共に大坂城本丸の二大建造物かつ貴重な戦争遺跡として残っている。なお司令部庁舎は最終的には、1945年2月1日に旧中部軍を改編し編成された第15方面軍（兼中部軍管区）司令部となり、敗戦を迎えている。
敗戦後は占領軍に接収され、1947年（昭和22年）に占領軍の失火により天臨閣が焼失したが、司令部庁舎は1948年（昭和23年）から1958年（昭和33年）まで大阪市警視庁（のち大阪府警察本部。現在は大手前に移転）、1960年（昭和35年）から2001年（平成13年）まで大阪市立博物館（現在は大阪歴史博物館に改称され大手前に移転）として使用された。その後長らく使用されていなかったが、2017年（平成29年）にレストラン等が入居するミライザ大阪城に改修され、同年10月19日にオープンした。

## 歴代師団長
- 高島鞆之助 中将：1888年（明治21年）5月14日 - 1891年5月17日
- 黒川通軌 中将：1891年（明治24年）6月1日 -
- 北白川宮能久親王 中将：1893年（明治26年）11月10日 -
- 山沢静吾 中将：1895年（明治28年）1月28日 - 1897年3月30日
- 小川又次 中将：1897年（明治30年）4月8日 -
- 塚本勝嘉 中将：1904年（明治37年）9月3日 - 1906年7月6日
- 井上光 中将：1906年（明治39年）7月6日 - 1908年12月17日
- 土屋光春 中将：1908年（明治41年）12月21日 - 1910年8月26日
- 浅田信興 中将：1910年（明治43年）8月26日 - 1911年9月6日
- 一戸兵衛 中将：1911年（明治44年）9月6日 - 1912年12月26日
- 大迫尚道 中将：1912年（大正元年）12月26日 - 1915年2月15日
- 仁田原重行 中将：1915年（大正4年）2月15日 - 1916年8月18日
- 宇都宮太郎 中将：1916年（大正5年）8月18日 - 1918年7月24日
- 立花小一郎 中将：1918年（大正7年）7月24日 -
- 町田経宇 中将：1919年（大正8年）4月12日 -
- 鈴木荘六 中将：1921年（大正10年）6月15日 -
- 村岡長太郎 中将：1923年（大正12年）8月6日 -
- 菱刈隆 中将：1927年（昭和2年）8月10日 -
- 林弥三吉 中将：1928年（昭和3年）8月10日 -
- 阿部信行 中将：1930年（昭和5年）12月22日 -
- 寺内寿一 中将：1932年（昭和7年）1月9日 -
- 東久邇宮稔彦王 中将：1934年（昭和9年）8月1日 -
- 建川美次 中将：1935年（昭和10年）12月2日 -
- 今井清 中将：1936年（昭和11年）8月1日 -
- 松井命 中将：1937年（昭和12年）3月1日 -
- 沢田茂 中将：1938年（昭和13年）7月15日 -
- 山下奉文 中将：1939年（昭和14年）9月23日 -
- 北野憲造 中将：1940年（昭和15年）7月22日 -
- 関原六 中将：1942年（昭和17年）7月18日 -
- 馬場正郎 中将：1943年（昭和18年）9月25日 -
- 木村松治郎 中将：1944年（昭和19年）12月26日 -

## 歴代参謀長
- 山根信成 歩兵大佐：1888年（明治21年）5月14日 - 1890年9月30日[8]
- 大迫尚敏 歩兵大佐：1890年（明治23年）10月1日 - 1891年6月1日[9]
- 大寺安純 歩兵大佐：1891年（明治24年）6月13日 - 1892年9月9日[10]
- 比志島義輝 歩兵大佐：1892年（明治25年）9月9日 - 1892年11月22日[11]
- 真鍋斌 歩兵大佐：1892年（明治25年）11月22日 - 1894年8月11日[12]
- 原口兼済 歩兵大佐：1894年（明治27年）8月11日 - 1896年9月25日[12]
- 大谷喜久蔵 歩兵中佐：1896年（明治29年）9月25日 - 1897年10月11日[13]
- 村田惇 砲兵大佐：1897年（明治30年）10月11日[14] - 1898年5月19日[15]
- 高木作蔵 歩兵大佐：1898年（明治31年）5月19日[15] - 1898年12月23日[16]
- 大迫尚道 砲兵大佐：1898年（明治31年）12月23日[17] - 1901年6月28日[18]
- 藤本太郎 歩兵中佐：1901年（明治34年）6月28日[19] - 1904年2月17日[20]
- 野口坤之 歩兵中佐：1904年（明治37年）2月17日[20] - 1904年9月8日[21]
- 志波今朝一 歩兵中佐：1904年（明治37年）9月8日 - 1904年10月23日[22]
- 不詳
- 志波今朝一 歩兵大佐：不詳 - 1908年9月12日[23]
- 高山公通 歩兵中佐：1908年（明治41年）9月12日 - 1912年1月19日[24]
- 志岐守治 歩兵大佐：1912年（明治45年）1月19日 - 1913年4月15日[25]
- 東郷辰二郎 歩兵大佐：1913年（大正2年）4月16日 - 1915年3月27日[26]
- 東乙彦 砲兵大佐：1915年（大正4年）3月27日[27] - 1917年8月6日[28]
- 井上一次 歩兵大佐：1917年（大正6年）8月6日 - 1918年7月24日[29]
- 伊丹松雄 歩兵大佐：1918年（大正7年）7月24日 - 1918年9月17日[30]
- 高州一万太郎 騎兵大佐：1918年（大正7年）9月17日 - 1920年12月1日[31]
- 円藤作蔵 歩兵大佐：1920年（大正9年）12月1日 - 1921年8月15日[32]
- 多門二郎 歩兵大佐：1921年（大正11年）8月15日 - 1924年2月4日[33]
- 小倉可夫 歩兵大佐：1924年（大正13年）2月4日 - 1926年3月2日[34]
- 三宅光治 歩兵大佐：1926年（大正15年）3月2日 - 1927年7月26日[35]
- 渋谷伊之彦 歩兵大佐：1927年（昭和2年）7月26日 - 1929年8月1日[36]
- 依田四郎 歩兵大佐：1929年（昭和4年）8月1日 - 1931年8月1日[37]
- 後宮淳 歩兵大佐：1931年（昭和6年）8月1日 - 1932年2月5日[38]
- 井関隆昌 歩兵大佐：1932年（昭和7年）2月5日[39] - 1934年8月1日[40]
- 田中静壱 歩兵大佐：1934年（昭和9年）8月1日 - 1935年8月1日[41]
- 飯田祥二郎 歩兵大佐：1935年（昭和10年）8月1日 - 1937年3月1日[42]
- 岡田資 歩兵大佐：1937年（昭和12年）3月1日 - 1938年7月15日[43]
- 田中勤 歩兵大佐：1938年（昭和13年）7月15日- 1939年8月1日[44]
- 角健之 歩兵中佐：1939年（昭和14年）8月1日 - 1940年3月9日[45]
- 吉田茂登彦 歩兵大佐：1940年（昭和15年）3月9日 - 1943年8月25日[46]
- 村岡弘 大佐：1943年（昭和18年）8月25日 - 1943年9月23日[47]
- 小栗軍二 中佐：1943年（昭和18年）9月23日 - 1945年5月5日[48]
- 稲井正彦 大佐：1945年（昭和20年）5月5日 – 終戦[49]

## 編制
- 歩兵第8連隊（大阪）
- 歩兵第37連隊（大阪）
- 歩兵第61連隊（和歌山）
- 捜索第4連隊 （金岡）
- 野砲兵第4連隊 （信太山）
- 工兵第4連隊 （高槻）
- 輜重兵第4連隊 （金岡）
- 師団通信隊
- 師団兵器勤務隊
- 師団衛生隊